# Banca di riserva della Nuova Zelanda
La banca centrale della Nuova Zelanda è la banca centrale dello stato oceanico della Nuova Zelanda.
La moneta ufficiale è il dollaro neozelandese.